# Petrophila cappsi
Petrophila cappsi là một loài bướm đêm trong họ Crambidae.